# Podgornoje (Kraj Stawropolski)
Podgornoje (ros. Подгорное) – wieś w Rosji, w Kraju Stawropolskim, w rejonie andropowskim. W 2010 liczyła 325 mieszkańców.